# داون أندر 2009
داون أندر 2009 (بالإنجليزية: 2009 Tour Down Under)‏ هو سباق دراجات هوائية أقيم بتاريخ 20 –25 يناير، تكون السباق من 6 مراحل وامتدّ لمسافة 802 كم بسرعة 41.23 كم/س، استغرق السباق 19 ساعة 26 دقيقة 59 ثانية. فاز به الأسترالي ألان ديفيس وحلّ ثانيا الأسترالي ستيوارت اوغرادي بينما حصل على المركز الثالث الإسباني خوسيه خواكين روخاس.

## الترتيب
| م                     | الدرّاج             | البلد    | الزمن                     |
| --------------------- | ------------------ | -------- | ------------------------- |
| الفائز بالترتيب العام | ألان ديفيس         | أستراليا | 19 ساعة 26 دقيقة 59 ثانية |
| الثاني                | ستيوارت اوغرادي    | أستراليا |                           |
| الثالث                | خوسيه خواكين روخاس | إسبانيا  |                           |
| حسب النقاط            | ألان ديفيس         | أستراليا | -                         |
| أفضل شاب              | خوسيه خواكين روخاس | إسبانيا  | -                         |

## روابط خارجية
- داون أندر 2009 على موقع إحصائيات الدراجات الإحترافية (الإنجليزية)